# Prasinocyma aetheraea
Prasinocyma aetheraea är en fjärilsart som beskrevs av Debauche 1937. Prasinocyma aetheraea ingår i släktet Prasinocyma och familjen mätare. Inga underarter finns listade i Catalogue of Life.